# DBUs Landspokalturnering for kvinder finalen 2021-22
DBUs Landspokalturnering for kvinder finalen 2021-22 (også kendt som Gjensidige Kvindepokalen finalen 2021-21) er den 30. finale i DBUs Landspokalturnering for kvinder. Den fandt sted den 13. maj 2022 i Nord Energi Arena i Hjørring. Finalen er mellem Fortuna Hjørring og FC Thy-Thisted Q. Finaledommeren var Frida Mia Klarlund Nielsen, der dømte sin sjette pokalfinale.